# Günther Knoblauch

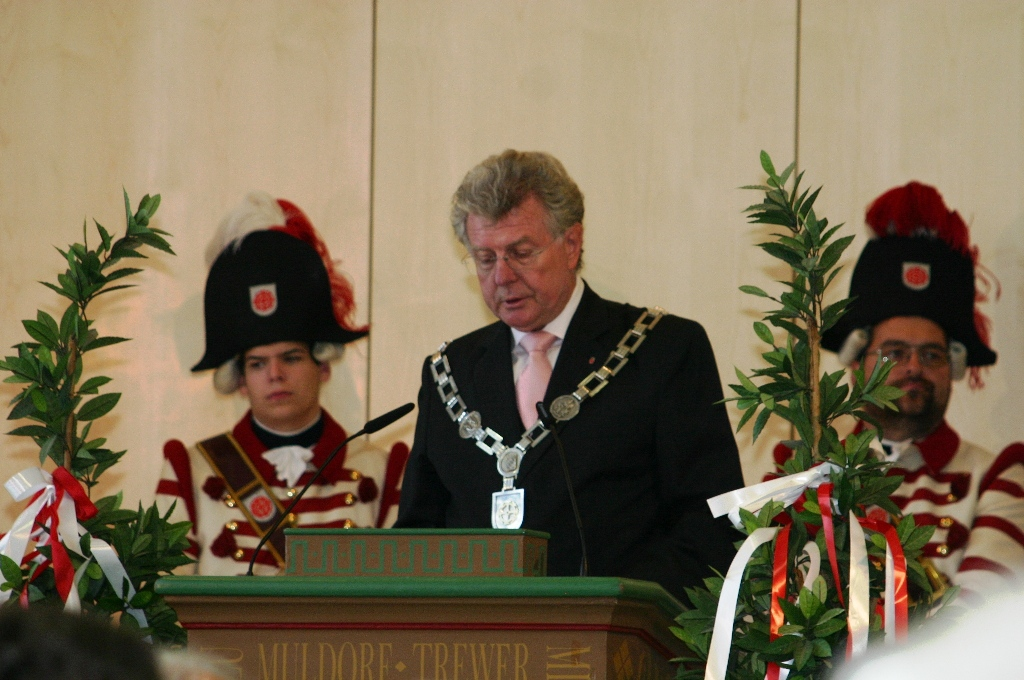
Günther Knoblauch

Günther Knoblauch (* 8. Juli 1948 in Mühldorf am Inn) ist ein deutscher Politiker (SPD).

## Werdegang
Knoblauch schloss sein Studium als Diplom-Verwaltungswirt (FH) ab. Er war 18 Jahre am Landratsamt Altötting tätig, unter anderem als Leiter der Unteren Naturschutzbehörde.
Von 1. Mai 1990 bis 6. Oktober 2013 war er Bürgermeister der Kreisstadt Mühldorf am Inn. Im Jahr 2010 wurde ihm das Bundesverdienstkreuz am Bande verliehen. Knoblauch war von 2002 bis 2013 weiterer stellvertretender Landrat des Landkreises Mühldorf a. Inn. Bei der Landtagswahl 2013 rückte er über die Liste im Wahlkreis Oberbayern für Christian Ude, der sein Mandat nicht annahm, in den Bayerischen Landtag nach. Damit schied er vorzeitig aus dem Amt des Bürgermeisters der Kreisstadt Mühldorf a. Inn aus. Am 7. Juli 2014 wurde ihm das Ehrenbürgerrecht der Stadt Mühldorf am Inn verliehen und der Titel Altbürgermeister zugesprochen. Zur Landtagswahl 2018 trat er erneut an, wurde jedoch nicht erneut in den Landtag gewählt und schied somit nach einer Amtsperiode aus dem Landtag aus.
Er ist verheiratet und hat drei Kinder.